# Hoplocorypha brevicollis
Hoplocorypha brevicollis är en bönsyrseart som beskrevs av Max Beier 1931. Hoplocorypha brevicollis ingår i släktet Hoplocorypha och familjen Thespidae. Inga underarter finns listade i Catalogue of Life.